# District de Semporna
Le district de Semporna (malais : Daerah Semporna) est un district administratif de l'État malaisien de Sabah, qui fait partie de la Division de Tawau. La capitale du district est dans la ville de Semporna.

### Liens connexes
- Districts de Malaisie